# Gunilla Myrberg
Barbro Gunilla Myrberg, ogift Nordblom, ursprungligen Bruno, född 5 oktober 1932 i Sankt Görans församling i Stockholm, död 6 februari 2017 i Stockholm, var en svensk vetenskapsjournalist och författare.
Hon var dotter till direktören Gustaf Bruno (1885–1943) och Barbro Bengtsson (1905–1974), som efter att tidigt ha blivit änka gifte om sig och gav sina barn styvfaderns efternamn Nordblom. Gunilla Myrberg arbetade som journalist inom veckopress, dagspress, radio och TV från 1955. Hon frilansade bland annat vid Femina, Vi, TV2:s barnredaktion, Kvällsöppet och Familjespegeln.
Gunilla Myrberg hade ingen formell vetenskaplig utbildning, men började på Dagens Eko på Sveriges radio 1975 som medicinreporter. Hon verkade för att uppmärksamma kvinnors sjukdomar som ofta var osynliggjorda i samhällsdebatten. Från och med 1987 ledde hon egna radioprogrammet Kropp & Själ där hon fortsatte att ta upp mindre uppmärksammade men vanliga besvär. Hon skrev även flera populärvetenskapliga böcker om medicin och hälsa samt satt i styrelsen för Karolinska institutet och Stockholms sjukhem. Hon var medlem  i Svenska Läkaresällskapets delegation för medicinsk etik samt Statens medicinsk-etiska råd.
Hon var värd för radioprogrammet Sommar 1972. År 2001 utsågs Gunilla Myrberg till medicine hedersdoktor vid Karolinska institutet och hon tilldelades titeln professors namn av regeringen.
Gunilla Myrberg var från 1952 gift med socionom Martin Myrberg (1931–2004), son till Nils Myrberg och Eva-Lisa Lennartsson samt bror till Per Myrberg. De fick fyra barn. Gunilla Myrberg är gravsatt på Galärvarvskyrkogården i Stockholm.

## Utmärkelser
- Kon:sGM8; H.M. Konungens medalj, guld av 8:e storleken att bäras på bröstet (i högblått band), 1997.
- Årets folkbildare, 2000.
- Ann-Marie Lunds Encyklopedipris, 2000
- Medicine hedersdoktor vid Karolinska institutet, 2001.
- Professors namn, 2001.